# 517

## Родени
- Хариберт I, Франкски крал от Меровингите